# Hauskyjza
Hauskyjza (tiếng Silesian: phô mai nhà, tiếng Đức Hauskäse) - một loại thực phẩm làm từ phô mai, carum và các thành phần khác, được trộn lẫn, để dành một vài ngày để có được hương vị sắc nét đặc trưng, mùi hương và sự nhất quán, sau đó làm ấm và chiên. Thông thường baking soda được sử dụng để điều hòa phô mai. Hauskyjza hoặc Ser Smazony (phô mai chiên) hoặc Ser Zgliwiały (phô mai thối) là một sản phẩm truyền thống ở Wielkopolska, Pomorze, Kujawy và Silesia. Trước khi tủ lạnh được phổ biến rộng rãi, nó có giá trị vì độ bền cao.
Haukyjza có một mùi hương và hương vị đặc biệt mạnh mẽ, làm hài lòng nhiều người hâm mộ, nhưng bị một số người lại không thích nó. (Trong nhiều câu chuyện cười của người Silesian, hương vị được so sánh với những đôi tất dài không giặt.) Theo cách truyền thống nhất, nó được phục vụ với bánh mì và carway tối hoặc với "âm nhạc", hành tây xắt nhỏ ngâm trong giấm và dầu. Một số người thích nó mới được làm như một loại fondue.
Theo truyền thống, Hauskyjza được làm tại nhà, do đó có tên như thế. Hiện nay, nó cũng được sản xuất thương mại.
Năm 2005, nó đã được đăng ký trên Danh sách các sản phẩm truyền thống (tiếng Ba Lan. Lista Produktów Tradycyjnych) của Bộ Nông nghiệp và Phát triển Nông thôn với tên Ser domowy smażony z kminkiem, z czosnkiem, bez przypraw (phô mai chiên làm tại nhà với carum, với tỏi, không có gia vị).